# Młodzieżowe indywidualne mistrzostwa Łotwy na żużlu
Młodzieżowe indywidualne mistrzostwa Łotwy na żużlu – rozgrywki żużlowe dla zawodników do 21. roku życia, uczestniczących w Indywidualnych mistrzostw Łotwy na żużlu.

## Historia
Po raz pierwszy młodzieżowy mistrzem Łotwy ogłoszony został w 1997 roku Maksims Andrejevs, jako jedyny juniorski uczestnik Indywidualnych mistrzostw Łotwy na żużlu. W kolejnych edycjach na liście startowej widniało od 4 do 13 zawodników, z czego największa liczba żużlowców łotewskich wyniosła 10, miało to miejsce w 2020 roku.

## Młodzieżowi mistrzowie Łotwy
Wszystkie edycje rozegrane zostały w Dyneburgu.
| Rok                                   | Złoto                                 | Srebro                                | Brąz                                  | Źr.    |
| ------------------------------------- | ------------------------------------- | ------------------------------------- | ------------------------------------- | ------ |
| 1997                                  | Maksims Andrejevs                     |                                       |                                       | [ 1 ]  |
| 1998                                  | Maksims Andrejevs                     | Deniss Popovičs                       | Aleksandrs Boltruks                   | [ 3 ]  |
| 1999                                  | Maksims Andrejevs                     | Leonids Paura                         | Deniss Popovičs                       | [ 4 ]  |
| 2000                                  | Deniss Popovičs                       | Aleksandrs Ivanovs                    | Leonids Paura                         | [ 5 ]  |
| 2001                                  | Leonids Paura                         | Deniss Popovičs                       | Stanislavs Paura                      | [ 6 ]  |
| W roku 2002 mistrzostw nie rozegrano. | W roku 2002 mistrzostw nie rozegrano. | W roku 2002 mistrzostw nie rozegrano. | W roku 2002 mistrzostw nie rozegrano. | [ 7 ]  |
| 2003                                  | Ķasts Puodžuks                        | Leonids Paura                         | Gieorgij Iszutin                      | [ 8 ]  |
| 2004                                  | Ķasts Puodžuks                        | Leonids Paura                         | Aleksandrs Ivanovs                    | [ 9 ]  |
| 2005                                  | Ķasts Puodžuks                        | Maksims Bogdanovs                     | Aleksandrs Ivanovs                    | [ 10 ] |
| 2006                                  | Ķasts Puodžuks                        | Maksims Bogdanovs                     | Jevgēņijs Petuhovs                    | [ 11 ] |
| 2007                                  | Ķasts Puodžuks                        | Maksims Bogdanovs                     | Vjačeslavs Giruckis                   | [ 12 ] |
| 2008                                  | Maksims Bogdanovs                     | Vjačeslavs Giruckis                   | Jevgēņijs Karavackis                  | [ 13 ] |
| W roku 2009 mistrzostw nie rozegrano. | W roku 2009 mistrzostw nie rozegrano. | W roku 2009 mistrzostw nie rozegrano. | W roku 2009 mistrzostw nie rozegrano. | [ 7 ]  |
| 2010                                  | Artiom Łaguta                         | Andžejs Ļebedevs                      | Wadim Tarasienko                      | [ 14 ] |
| 2011                                  | Andžejs Ļebedevs                      | Timo Lahti                            | Ołeksandr Łoktajew                    | [ 15 ] |
| 2012                                  | Andžejs Ļebedevs                      | Timo Lahti                            | Wadim Tarasienko                      | [ 16 ] |
| 2013                                  | Andžejs Ļebedevs                      | Timo Lahti                            | Ilja Czałow                           | [ 17 ] |
| 2014                                  | Andžejs Ļebedevs                      | Nike Lunna                            | Eduard Krčmář                         | [ 18 ] |
| 2015                                  | Krystian Pieszczek                    | Andžejs Ļebedevs                      | Ivans Pļešakovs                       | [ 19 ] |
| W roku 2016 mistrzostw nie rozegrano. | W roku 2016 mistrzostw nie rozegrano. | W roku 2016 mistrzostw nie rozegrano. | W roku 2016 mistrzostw nie rozegrano. | [ 7 ]  |
| 2017                                  | Oļegs Mihailovs                       | Jevgeņijs Kostigovs                   | Dāvis Kurmis                          | [ 20 ] |
| 2018                                  | Artjoms Trofimovs                     | Oļegs Mihailovs                       | Elvis Avgucevičs                      | [ 21 ] |
| 2019                                  | Oļegs Mihailovs                       | Marko Lewiszyn                        | Ernests Matjušonoks                   | [ 22 ] |
| 2020                                  | Oļegs Mihailovs                       | Daniils Kolodinskis                   | Francis Gusts                         | [ 2 ]  |
| W roku 2021 mistrzostw nie rozegrano. |                                       |                                       |                                       |        |
| 2022                                  | Ričards Ansviesulis                   | Artjoms Juhno                         | Ernests Matjušonoks                   | [ 23 ] |
| 2023                                  | Noel Wahlqvist                        | Ričards Ansviesulis                   | Artjoms Juhno                         | [ 24 ] |